# N-1 (Band)
N-1 ist ein 1998 gegründetes Krautrock-Projekt aus Krefeld. Mitglieder sind die beiden Gründer Steven Hein (Gitarre) und Maziar Yazdkhasti (Bass) sowie der seit 2017 fest zum Kollektiv gehörende Schlagzeuger Thorsten Marach. Über dreißig verschiedene Gastmusiker wirkten im Laufe der Zeit bei Produktionen und Live-Auftritten von N-1 (sprich: "N Minus 1") mit.

## Geschichte
Sämtliche Veröffentlichungen der Band sind Live-Mitschnitte von Jam-Sessions und beinhalten improvisierten Krautrock mit Elementen verschiedener weiterer Musikrichtungen, wie Progressive Rock, Jazzrock oder Avantgarde, je nachdem, welche Gastmusiker mit welchen Instrumenten mit dabei sind. 
So sind seit 2003 im Laufe der Zeit zahlreiche Alben von N-1 produziert worden, bisweilen mit zweistelligen Veröffentlichungszahlen pro Jahr (z. B. 2008, 2015, 2017 und 2021). Ausländische Musikportale beispielsweise in den USA, Griechenland oder Russland berichten regelmäßig über Veröffentlichungen von N-1.
2017 veröffentlichte das russische Label R.A.I.G. mit Nomma den ersten physischen Datenträger der Band. Neben den festen Mitgliedern wirkte hier Udo Hanten mit, Keyboarder der Elektronik-Veteranen You. Musikreviews.de schrieb zu Nomma, das Album sei ein „instrumentaler Parforceritt zwischen konkreter Komposition und zwangloser Improvisation. [...] Idealmusik also für anspruchsvolle Gemüter.“ und vergab 12 von 15 möglichen Punkten. Internationale Musikblogs und -zeitschriften berichteten ebenfalls über die Veröffentlichung, so gab es etwa in Spanien und den Niederlanden Berichterstattung über Nomma.
Kein halbes Jahr später veröffentlichte R.A.I.G. den zweiten physischen Tonträger im August mit dem Titel "Macht ihr mal, ich hab schon". Auch hierzu schrieb die Presse in lobenden Tönen, beispielsweise in Deutschland wie auch den Niederlanden. 
Im August 2020 veröffentlichte das Krautrock-Label Tonzonen das Album "Klitzeklassik" erstmals auf Vinyl in einer limitierten Edition. Das Album war eine Woche vor Veröffentlichung bereits ausverkauft. Im März 2021 wurde dann ebenfalls bei Tonzonen Records das Album "Brommanich" auf weißem Vinyl veröffentlicht. 

## Veröffentlichungen
- 2003: Clockwork
- 2004: Corajam
- 2005: Yellowroom
- 2006: Peter und die Wölfe / Nordsee Travelling / Mystical Castle
- 2007: Halb/Halb / House of the Rising Floyd / Ripssens / Tanze Bongo mit mir / Die Gegenwart von Herrn Hein / Workshop in Polen / Carnival of Death / Yazzdkhasti!! / L’esprit du Noel / Super Titan 2010
- 2008: 2B vom Vater / Freiraum / Smashing Kätzkens / Indieträume / Warum du nicht hast: Disziplin, Charakter / Versus ARTWON ARTOWN ARTNOW [part one] / Die Serie der Vergänglichkeit / Happy Dentist Day / ... es ist aus dem Trash entsprungen / The Return of Danny Klecker / Ich kann mich noch erinnern, da konnste gar nix! / A Tribute to White Elephants / Schwarz, aber keimfrei / Gott.com
- 2009: Fremdscham auf der Schändfarm / Advanced FuMu
- 2010: Ramos grenzdebil
- 2011: Tasteful Moments of Love
- 2012: Ah Ah Ah Ah! N Minus 1! N Minus 1! / Der Intimtöter
- 2013: Gutes aus Fleisch / Oh wie schön ist Plattenbau / BOLM / Das Vertrauen in den eigenen Stoß
- 2014: Ohm Olpe
- 2015: Schefflera Monströsos / Was gibt’s neues aus Buddlbux / Lust Bossanova / Sowas / Onnoch (Die Ur-Frisur) / Schottische Hintergrundmusik mit Pausen / Like Lovers Do / Macht ihr mal, ich hab schon (bei R.A.I.G. Records) / Die Blonde fand's großartig (N-1 live im Weltkunstzimmer zu Düsseldorf) / Der das dem exzentrische Pony
- 2016: Jquxz / Enthirnigend (Ladies & Gentlemen) / Mit Socken Ohne Socken / Nomma (bei R.A.I.G. Records) / Starker Seegang (N-1 live im Jazzkeller zu Krefeld)
- 2017: Imma / Epischlein deck dich (Live im Magnapop Krefeld) / Lust auf Premium / Selmsalabim / Sir Bufo / Octomorph / Berm / Frauenwürze / Perpetuum Maskulinum / Kinder mir läuft die Suppe (Live At Obernair Festival) / Alle nur noch Handy, früher hatten wir (N-1 live im Weltkunstzimmer zu Düsseldorf)
- 2018: Die Spanier wo die nur können / Akustikgulasch / Voyeur aus dem Off / Das Hubersche Orakel / Die dunkle Reise des Prinz von LeckErMich
- 2019: Edelfaul / Bisdacien / Klitzeklassik (bei Tonzonen Records) / Gora / Wolkenkraut / Kuchen gegen Hose
- 2020: Sjalapp / Das längste Loch der Welt / Brommanich (bei Tonzonen Records) / Beaux Che Mal / Uscheln / Ifland / Ich spüre es auch! / Knurr & Schmatz (Live in Krefeld) / Reittier, Right Now (Live im Weltkunstzimmer, Düsseldorf)
- 2021: Fannefuisai / Lebermilch / Wendy Held / Wenn nicht hier, wann dann? / Das Lied der Hobelungen / From Here To Eltern E.T. / Music To Die By / Oblens Brés-Spur / Yp Dyp / Der Typ am Wächterhäutchen / N-100
- 2022: Möwen aus Athen tragen / Grau und Symmetrisch / Papa, töte den Utahraptor / Peuskenjez / Lactogrimoire / Ultrazartes Rosa (Live at Soundbahnhof Krefeld) / Ein Grummeln im Auch / Progflucht
- 2023: Frikadelly Family...

## Bekannte Gastmusiker (Auswahl)
- Als Schlagzeuger ist Tobias Helbich (ehemals Mitglied bei Schock) auf den 2006er-Alben Nordsee Travelling und Mystical Castle zu hören.
- Bei insgesamt sechs Veröffentlichungen (in 2007, 2008, 2015, 2021) spielte Max Kotzmann, Schlagzeuger von Callejon, mit.
- 2007 wirkte Stefan Honig als Gitarrist und Sänger bei der Veröffentlichung Super Titan 2010 mit.
- Claudia Lippmann (The Black Sheep) spielte bei Tanze Bongo mit mir (2007) und Freiraum (2008) Schlagzeug.
- Zwischen 2015 und 2018 war bei diversen Veröffentlichungen Udo Hanten[11] (Synthesizer) mit dabei.